# ويليام أندرو تشارلتون
ويليام أندرو تشارلتون هو سياسي كندي، ولد في 9 مايو 1841 في مقاطعة كاتاروغوس في الولايات المتحدة، وتوفي في 9 نوفمبر 1930. حزبياً، نشط في الحزب الليبرالي الكندي. وقد انتخب عضو برلمان مقاطعة أونتاريو وانتخب رئيس برلمان مقاطعة أونتاريو ‏.